# サイカブト
サイカブト（犀兜虫、学名：Oryctes rhinoceros）は、沖縄県に生息するカブトムシの一種。サイカブト族 (Oryctini) の総称でもある。
和名は本属及び本種がサイのようなやや湾曲した短い角を持つことにちなむ。この和名は1990年代後半から2000年代前半から急速に使用され始めたものであり、それ以前は「タイワンカブト（台湾兜。本種の日本の個体群の原産地は台湾とされることから）」の和名のほうが一般的であった。また1970〜80年代には「カンシャカブト（甘蔗兜。甘蔗とはサトウキビのこと）」という名も一部で使われた。

## 日本侵入の経緯
本種の原産地はインドシナ半島周辺とされるが、人為的な植物の移動（主に農業植物。詳細は後述）に伴い、東南アジア広域からインド・スリランカ・中国南部、果てはハワイにまで分布を広げており、在来か外来かが判然としない地域も少なくない。日本の個体群は外来個体群であるとされ、20世紀初頭に台湾からの物資に紛れ込んでに石垣島に上陸し、以後、分布が北上を続けている。21世紀現在、南西諸島のほぼ全域で定着、自然繁殖しており、南九州に上陸しているとの報告もある。
沖縄がアメリカ合衆国から日本に返還されて間もない1970年代には、本土のカブトムシやキンギョ、ミドリガメなどと共にしばしば「サイクロンカブトムシ」という商品名を付けられて夜店やデパートで売られていたが、現在はそのような様子が見られることはない（一部の昆虫愛好家が累代飼育を細々と行っている程度である）。
なお、日本にはもう1種ヒサマツサイカブト（O. hisamatui)が大東諸島に産する。

## 形態

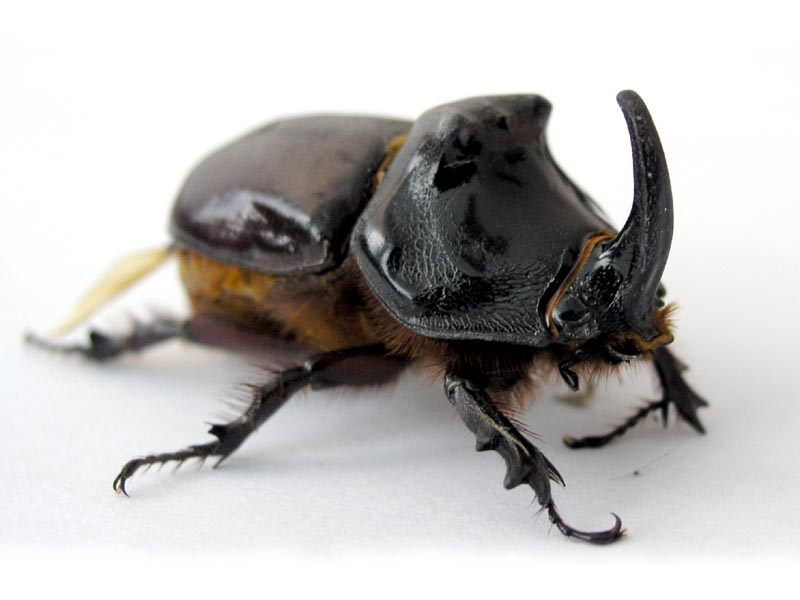
ヨーロッパサイカブト

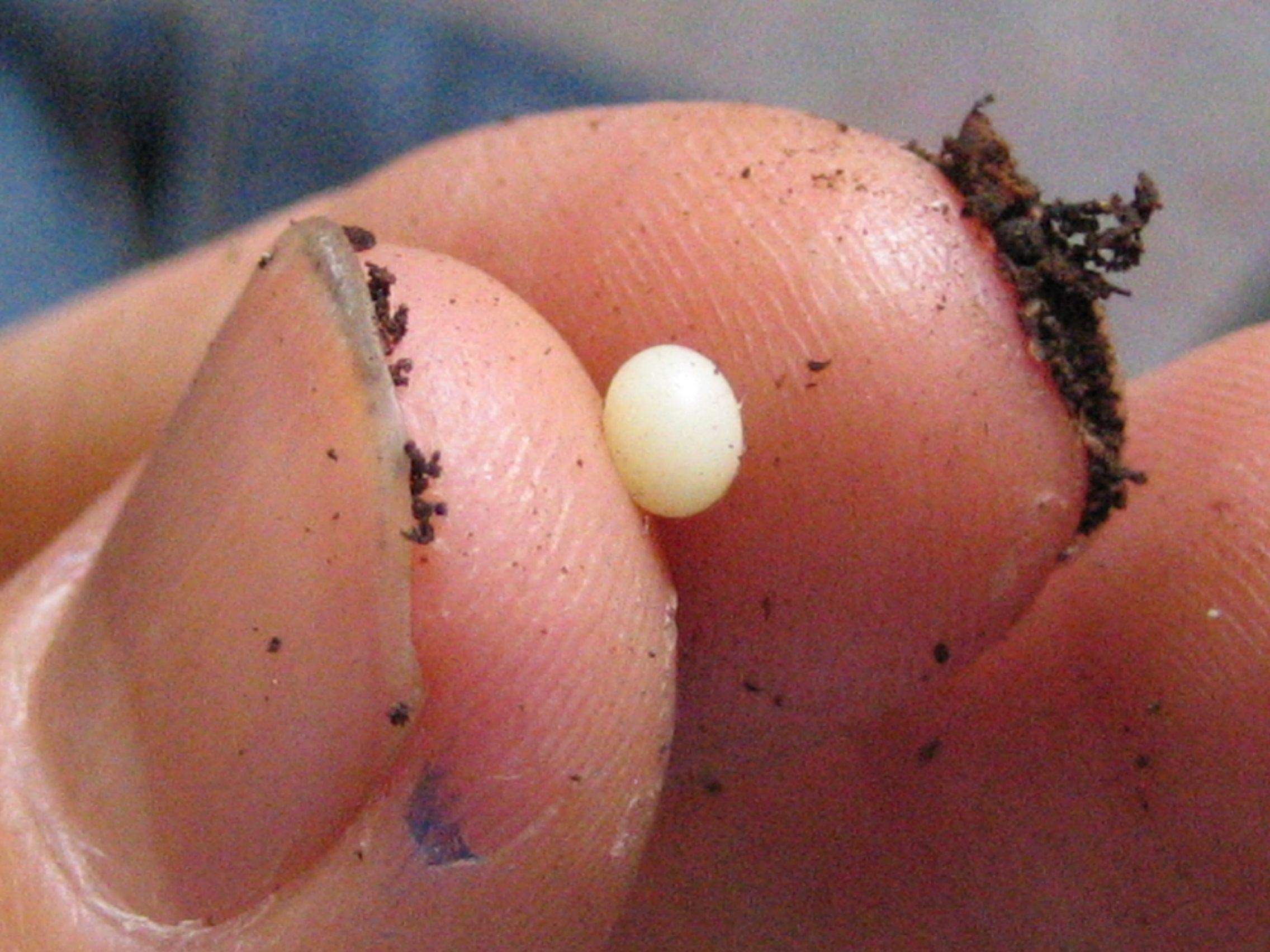
ヨーロッパサイカブトの卵

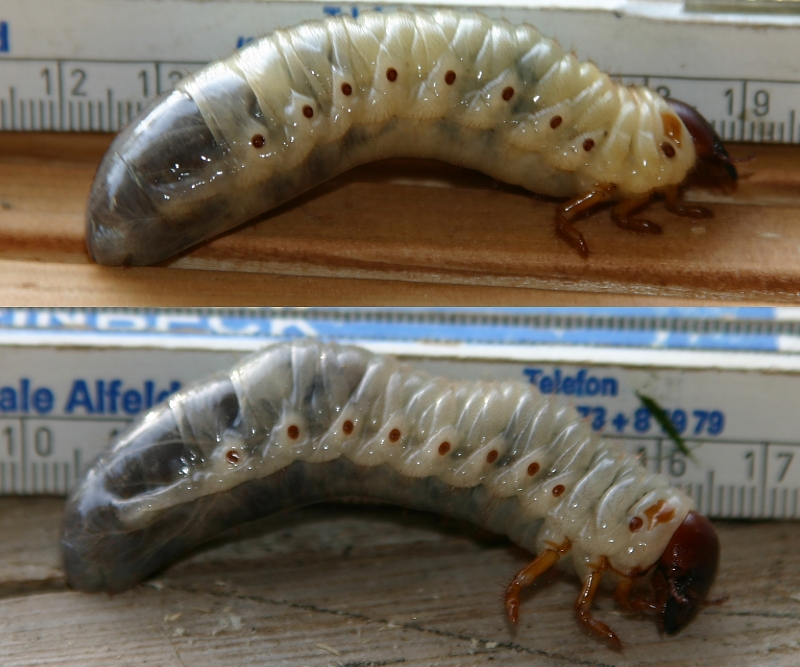
ヨーロッパサイカブトの幼虫

体長は雌雄共に30〜45 ミリメートル。背面の体色はやや光沢のある黒色だが、若い個体は腹側に赤みが見られる。前胸背板前半が大きくくぼんでおり、上翅には深い点刻が列状に並ぶ。また、カブトムシに比べ全体に外皮が厚く強固であり、脚が太く短めである。特に前脚脛節は幅が広くトゲが発達している。
オスの大型個体は弓なりに後方を向き前胸上端に達する細長い角を頭部に1本持つが、メスも短い角を備えるため、小型個体では雌雄の見分けが付きにくい。その場合、尾端が毛で覆われているのがメスである。
角の構造上、闘争では普通のカブトムシのように相手を持ち上げて投げ飛ばすということはせず、サイのように相手と押し合い、どちらかが退くまで押し合い続ける。
幼虫は頭部の色が明るく赤みが強い。餌としては主に堆肥や腐った草に牛糞などの繊維分が入っている土を好み、場合によってはそこに多産する。

## 生態
日本では南西諸島に分布する。成虫は夜行性であり、冬季の約2ヵ月をのぞけばほぼ一年中活動している。
夜間、サトウキビ畑にほど近い街灯に飛来し、路上でひっくり返ってもがいている姿をしばしば見かける。成虫の寿命は2〜5ヵ月ほどで、その間サトウキビの維管束や腐果を後食するが、本土のカブトムシのように樹液に来ることはほとんどない。付節・爪には樹皮上を歩行し登るのに十分な能力があるが、短足であり細い枝を歩くのは苦手である。また、樹木の表面を歩行すること自体野生下では滅多にない。幼虫が堆肥から多数見いだされるのは本土のカブトムシと同じである。孵化した幼虫は2度脱皮しつつ4ヵ月ほどで老熟し、それぞれ3〜4週間の前蛹期と蛹期を経て羽化する。
ノミや彫刻刀のように機能する角・太短い脚・頑丈な外皮・優れた筋力を持つ本種の成虫が発揮する穿坑、前進力は極めて強大であり、農産物被害も本種のこの能力によって引き起こされる。

## 農作物への被害・外来種としての問題
本種はヤシやパイナップル、サトウキビの害虫としても有名である。穿坑能力が極めて強大であり、成虫は茎頂部にトンネルを掘って潜り込み、摂食活動を行うため、成長点を貫通消失した時点でそのヤシは枯死する。本種はこれを少数の個体で達成する（なお、このような生態的特性は本種に限らず、ヒメカブト属やタテヅノカブト属などでも知られている）。繁殖力が強く、沖縄本島や八重山諸島で定着し、その後1987年に沖永良部島、1988年に与論島、1991年に奄美大島と徳之島にそれぞれ確認され、最近では九州南部でも被害が確認されている。現地の熱帯性農作物に被害が出ているほか、既存のカブトムシの固有亜種（オキナワカブト：Trypoxylus dichotomus takaraiやクメジマカブト：Trypoxylus dichotomus inchachina など）と競合する可能性もある。

## 生活環
もともとは熱帯のカブトムシであり、日本のほかのカブトムシと違い、季節によって生活史が決定されるわけではないので、成虫、幼虫共に通年見られる。
- 卵 - 1週間
- 1齢幼虫 - 2週間
- 2齢幼虫 - 3週間
- 3齢幼虫 - 2ヶ月弱
- 蛹 - 2週間
- 成虫 - 半年強

## 飼育
飼育は市販カブトマットなどを飼育容器に入れてそこに♂♀ペアを入れる。幼虫期間は短く半年弱ほどである。ただし、幼虫成虫ともに非常に力が強く、容器をかじって脱走することがあるため、プリンカップなどではなくきちんと蓋が閉まる飼育ケースを使用する。なお、本種を飼育する飼育者は野外に放虫することは厳禁ということをしっかり心がける必要がある。
短足が原因で、本種は他のカブトムシやクワガタムシ等に比べ、転倒から姿勢を復旧するのが非常に苦手である。このため、飼育ケースには、つかまることのできる木の枝などを入れておいたほうがよい。多摩動物公園昆虫園の飼育例では、マットに潜ったまま姿が見えないのと転倒問題を防止するため、床材としてセメントを使用した。